# ジョン・デューク (第2代準男爵)
第2代準男爵サー・ジョン・デューク（英語: Sir John Duke, 2nd Baronet、1632年1月3日洗礼 – 1705年7月24日）は、イングランド王国の政治家。ホイッグ党に所属し、庶民院議員（在任：1679年 – 1685年、1689年 – 1690年、1697年 – 1698年）を務めた。

## 生涯
初代準男爵サー・エドワード・デュークと妻エレナ（Ellenor、旧姓パントン（Panton）、1600年またはそれ以降 – ?、ジョン・パントンの娘）の次男（長男は早世）として生まれ、1632年1月3日に洗礼を受けた。1649年5月15日にケンブリッジ大学エマニュエル・カレッジに入学した。1671年に父が死去すると、準男爵位を継承した。
1671年にサフォークの治安判事と副統監に就任、1677年から1678年までオーフォード市長を務めた。市長を務めたことでオーフォードの地方自治体（Corporation）との伝手ができたため、1679年3月、1679年10月、1681年の総選挙で連続当選した。第1次排除法議会（1679年3月の総選挙で成立した議会）では王位排除法案に賛成票を投じたが、以降は議会活動が全くなかった。その後は1683年12月に治安判事と副統監を解任されるなどデュークの勢力の切り崩しが始まったため、1685年イングランド総選挙で立候補せず議員を退任した。
ジェームズ2世の治世では1688年6月から10月まで短期間ダニッチの長老議員を務めたが、審査法とカトリック刑罰法の廃止には反対したとされる。オーフォードではデュークの影響力を弱めてトーリー党の影響力を強めるよう自治体の勅許状が新しく発行されたが、同年の名誉革命の後は元に戻され、デュークも影響力を取り戻して1689年イングランド総選挙で当選した。デュークは同年にはサフォークの治安判事と副統監に復帰したが、2度目の議員期では議会活動が全くなく、1690年イングランド総選挙をもって議員を退任した。
1690年代のオーフォードではトーリー党とホイッグ党の政争が一層強まり、1693年には両党がそれぞれ自派の市長を選出する事態が起こっている。このときは法廷闘争の末トーリー党の勝利に終わったが、1695年イングランド総選挙で当選した第3代準男爵サー・アダム・フェルトン（トーリー党所属）の調停が実を結ばず、1696年の市長選挙は1693年と同じ状況になった。デューク自身はホイッグ党を熱烈に支持しており、1695年の総選挙でアダムとその弟トマス・フェルトン（ホイッグ党所属）が妥協して選挙協力したときは2人の妥協を激しく批判した。1697年2月にアダムが死去すると、デュークは補欠選挙での出馬を目指したが、準男爵位を継承したトマスがジョセフ・ジキルを出馬させようとしたため、デュークは第8代ヘレフォード子爵エドワード・デヴァルー（トーリー党所属の有力者）の推す候補を支持しようとした。やがてトーリー党からの説得を受けて自ら出馬することを決め、同年3月の補欠選挙で当選した。3度目の議員期でも議会活動が少なく、病気がちになったため1698年イングランド総選挙で出馬しなかった。
以降は党派色が薄まり、1704年には中立の立場をとるようになったとされる。1705年に死去、同年7月24日にサフォークのベンホールで埋葬された。息子エドワードが準男爵位を継承した。

## 家族
1670年までに三従兄弟にあたるエリザベス・デューク（Elizabeth Duke、1725年ごろ没、エドワード・デュークの娘）と結婚、1男5女をもうけた。
- エドワード（1694年ごろ – 1732年8月25日） - 第3代準男爵[3]
- エリザベス - 早世[7]
- ジェーン - ジョン・ブリーム（John Bream）と結婚[7]
- アン - トマス・タイレル（Thomas Tyrrell）と結婚[7]
- アラベラ（Arabella） - モーリス・シェルトン（Maurice Shelton）と結婚[7]